# Торопкин, Алексей Георгиевич
Алексе́й Гео́ргиевич Торо́пкин (3 марта 1920 года, Омск — 23 декабря 1983 года, Москва) — адъютант старший[что?] батальона[какого?] 276-го стрелкового полка, капитан. Герой Советского Союза. Член ВКП(б)/КПСС с 1944 года.

## Биография
Родился 3 марта 1920 года в городе Омске в семье служащего. Вскоре семья переехала в Казахстан. Окончил Алма-Атинский горно-металлургический институт.
В Красной Армии с 1940 года. В 1941 году окончил курсы младших лейтенантов. На фронте в Великой Отечественной войне с июня 1941 года. С июля 1941 года он участвует в боях под Ленинградом. В сентябре А. Г. Торопкин был ранен. После госпиталя отправлен под Москву. В декабре вновь ранен. На этот раз тяжело. Летом 1943 года освобождал Донбасс, командовал пулемётной ротой. Весной 1944 года — бои за Крым.
Адъютант старший батальона 276-го стрелкового полка 77-й стрелковой дивизии 51-й армии 4-го Украинского фронта капитан Торопкин отличился в боях за освобождение Севастополя.
7 мая 1944 года при штурме Сапун-горы, когда ранило командира батальона, в критический момент боя поднял батальон в атаку и первым ворвался в траншею врага. В рукопашном бою он лично уничтожил четырнадцать фашистов. Во второй траншее удалось захватить четыре станковых пулемёта. Умело управлял действиями батальона.
Преследуя врага, одним из первых ворвался в город. В бою на Историческом бульваре капитан Торопкин из личного оружия уничтожил восемь солдат и двух офицеров.
Указом Президиума Верховного Совета СССР от 24 марта 1945 года за мужество, отвагу и героизм капитану Торопкину Алексею Георгиевичу присвоено звание Героя Советского Союза с вручением ордена Ленина и медали «Золотая Звезда».
В 1947 году окончил курсы «Выстрел», в 1955 году — Военно-политическую академию. С 1976 года полковник Торопкин — в запасе. Жил в Москве.
Награждён орденами Ленина, Отечественной войны 1-й степени, двумя орденами Красной Звезды, орденом «3а службу Родине в ВС СССР» 3-й степени, медалями.
Умер 23 декабря 1983 года. Похоронен в Москве на Кунцевском кладбище.